# Агладзе, Константин Игоревич
Константин Игоревич Агладзе (род. 11 июля 1955) — советский, российский физик и биофизик.

## Биография

### Образование
1978 год — окончил Московский физико-технический институт.

### Работа
- Работал в Институте биологической физики АН СССР
- Работал в Институте теоретической и экспериментальной биофизики РАН.
- С 2000 года — работал в ведущих научно-исследовательских центрах США и Японии (Университет штата Флорида, Медицинский научный центр Университета Северного Техаса (англ. University of North Texas Health Science Center), Медицинская школа Университета Эмори (англ. Emory University School of Medicine) (Атланта), Университет Джорджа Вашингтона (Вашингтон), Киотский университет).
- С 2008 года — профессор Киотского университета, возглавляет лабораторию в Institute for Integrated Cell-Material Sciences.
- Заведует лабораторией «Наноконструирование мембранно-белковых комплексов для контроля физиологии клетки» МФТИ,с 2014 по настоящее время - лаборатория возбудимых систем. С 2020 г. - также заведует лабораторией в МОНИКИ (Клинический центр им. Владимирского).  .

### Научная степень
- В 1983 год — защитил кандидатскую диссертацию (физ-мат наук), в 2020 - докторскую (биологических наук).

### Награды
- Один из победителей первого конкурса мегагрантов Правительства РФ 2010 года[1]. В 2016 г. награжден Почетным знаком Сибирского отделения РАН «Серебряная сигма» за вклад в науку. 2021 - Почетный профессор МФТИ.

## Научная деятельность
Основные направления научных  исследований — биофизика возбудимых сред (в т. ч. особенности поведения автоволнового ревербератора), тканевая инженерия сердца, теоретическое и экспериментальное обоснование низковольтной дефибрилляции.
Одним из первых использовал реакцию Белоусова — Жаботинского в качестве «химического компьютера» (англ. Chemical computer). Показал, что волновая среда может использоваться для обработки изображений и решения задач оптимизации.
Автор более 100 научных работ, опубликованных в том числе в Nature и Science.

## Общественная позиция
В феврале 2022 подписал открытое письмо российских учёных и научных журналистов с осуждением вторжения России на Украину и призывом вывести российские войска с украинской территории.